# Remigia demonstrans
Remigia demonstrans är en fjärilsart som beskrevs av Walker 1858. Remigia demonstrans ingår i släktet Remigia och familjen nattflyn. Inga underarter finns listade.